# 蒼い夏
「蒼い夏」（あおいなつ）は、吉田拓郎のシングルである。1999年6月10日発売。発売元はSony Records。

## 解説
1970年代の夏の情景と生活を絡めた曲。映画『学校の怪談4』の主題歌であり、この映画の公開に伴ってアルバム『伽草子』の発売から約26年後にシングルカットされた。その後、アルバム『Oldies』でセルフカバーされた。

## 収録曲
| 全作曲・編曲: 吉田拓郎。 |                            |            |            |
| #                        | タイトル                   | 作詞       | 作曲・編曲 |
| 1.                       | 「蒼い夏」                 | 岡本おさみ | 吉田拓郎   |
| 2.                       | 「今日までそして明日から」 | 吉田拓郎   | 吉田拓郎   |
| 3.                       | 「夏休み」                 | 吉田拓郎   | 吉田拓郎   |